# Michael Crichton
John Michael Crichton (phát âm IPA: /ˈkraɪtən/; 23 tháng 10 năm 1942 – 4 tháng 11 năm 2008) là nhà văn, nhà sản xuất phim, đạo diễn phim, bác sĩ y khoa, và nhà sản xuất TV người Mỹ, nổi tiếng về các tiểu thuyết, phim, và chương trình TV loại khoa học viễn tưởng và techno-thriller. Các cuốn sách của ông đã bán hơn 150 triệu lần ở khắp thế giới. Các tác phẩm ông thường thuộc về thể loại hành động và có rất nhiều công nghệ. Ông được gọi là Cha đẻ của truyện giật gân Mỹ.
Michael Crichton nổi tiếng trong giới truyền hình nhiều hơn là trong giới văn chương bởi đơn giản ông là một tác giả tài ba của nhiều bộ phim nổi tiếng. Điểm đặc biệt trong sự nghiệp văn chương của ông chính ở chỗ các truyện được viết dựa trên những nghiên cứu khoa học của ông sau khi tham gia học ngành y và ông có được một kiến thức y học tương đối rộng (ông tốt nghiệp khoa y Đại học Havard). Vì lý do đó, ông được gọi là "Cha đẻ của truyện giật gân Mỹ", các sáng tác của ông mang nặng tính giả tưởng, tính ly kỳ hoàn hảo và bằng tài năng hiếm có, ông đã sáng tạo ra những thiên truyện hoàn mỹ, li kỳ và giật gân nhất thế kỷ XX. Cuốn sách Công viên kỷ Jura là một trong những cuốn sách bán chạy nhất thế giới và là nguồn cảm hứng cho đạo diễn nổi tiếng thế giới Steven Spielberg khởi tạo bộ phim cùng tên.

## Tác phẩm văn học

### Tiểu thuyết
- Odds On (1966)
- Scratch One (1967)
- Easy Go (1968)
- A Case of Need (1968)
- Zero Cool (1969)
- The Andromeda Strain (1969)
- The Venom Business (1969)
- Drug of Choice (1970)
- Dealing (1970)
- Grave Descend (1970)
- Binary (1972)
- The Terminal Man (1972)
- The Great Train Robbery (1975)
- Eaters of the Dead (1976)
- Congo (1980)
- Sphere (1987)
- Jurassic Park (Công viên kỷ Jura, 1990)
- Rising Sun (Mặt trời mọc, 1992)
- Disclosure (1994)
- The Lost World (Thế giới đã mất, 1995)
- Airframe (1996)
- Timeline (Dòng thời gian, 1999)
- Prey (2002)
- State of Fear (2004)
- Next (2006)
- Pirate Latitudes (2009)
- Micro (2011)
- Dragon Teeth (2007)

### Phi hư cấu
- Five Patients (1970)
- Jasper Johns (1977)
- Electronic Life (1983)
- Travels (1988)